# Upton (Berkshire)
Upton – dzielnica w Slough, w Anglii, w Berkshire, w dystrykcie (unitary authority) Slough. W 2011 miejscowość liczyła 9386 mieszkańców. Upton jest wspomniana w Domesday Book (1086) jako Opetone.